# Округ Лоренс (Мисисипи)
Округ Лоренс (енгл. Lawrence County) је округ у америчкој савезној држави Мисисипи.

## Демографија
По попису из 2010. године број становника је 12.929, што је 329 (-2,5%) становника мање него 2000. године.
| Група             | 2000.         | 2010.         |
| Белци             | 8.835 (66,6%) | 8.567 (66,3%) |
| Афроамериканци    | 4.252 (32,1%) | 3.974 (30,7%) |
| Азијати           | 36 (0,3%)     | 33 (0,3%)     |
| Хиспаноамериканци | 89 (0,7%)     | 274 (2,1%)    |
| Укупно            | 13.258        | 12.929        |